# KwaMhlanga
KwaMhlanga is een stad in het noordoosten van Zuid-Afrika, in de provincie Mpumalanga. De stad was vanaf 1986 hoofdstad van het in 1994 opgeheven thuisland KwaNdebele.